# Курт Гехт
Курт Гехт (нім. Kurt Hecht) — німецький фермер. Кавалер Лицарського хреста Хреста Воєнних заслуг.

## Нагороди
- Хрест Воєнних заслуг 2-го і 1-го класу
- Лицарський хрест Хреста Воєнних заслуг (1 жовтня 1944)